# Edgeworthia chrysantha
Pour les articles homonymes, voir Mitsumata.
Espèce
Classification phylogénétique
Edgeworthia chrysantha, le Buisson à papier, est une espèce de la famille des Thymelaeaceae. C’est un arbuste donnant une belle floraison jaune et répandant alentour ses fragrances délicates, en plein hiver, quand l’arbre ne porte pas encore de feuilles.
Originaire de Chine et du Myanmar, il a été introduit et s’est naturalisé en Corée et au Japon. Il est collecté dans les forêts ou cultivé en Chine et au Japon en vue de fournir des fibres végétales pour produire du papier de qualité et des drogues.
Les papetiers chinois puis japonais utilisent les propriétés de robustesse de ses fibres végétales pour produire des papiers de qualité. Mais cet artisanat traditionnel demandant beaucoup de travail manuel a tendance à disparaître de nos jours.

## Étymologie
Le nom de genre Edgeworthia est dédié à Michael Pakenham Edgeworth, un botaniste et photographe irlandais qui servit dans l’administration coloniale en Inde de 1831 à 1881. Il a collecté des plantes à Aden (Yémen), en Inde et au Sri Lanka.
L’épithète spécifique chrysantha est un composé de deux noms grecs χρυσος chrysos « or » et ἄνθος  anthos « fleur » soit « fleur jaune d’or ».

## Nomenclature
Selon Flora of China, en 1846, le nom Edgeworthia chrysantha a été publié par John Lindley quelques semaines plus tôt  que son synonyme Edgeworthia papyrifera (publié par Siebold et Zuccarini, voir les synonymes ci-dessous) et a donc priorité.
Le nom le plus ancien, Magnolia tomentosa décrit par Carl Peter Thunberg en 1794 (Trans. Linn. Soc. London, 2 :336), n'a jamais été repris et a été formellement rejeté pour protéger E. papyrifera. Cela signifie que E. tomentosa de Nakai est également rejeté.
« Daphne papyrifera » n'est pas un nom valablement publié : D. Don (Prodr. Fl. Népal. : 68. 1825) a simplement cité « Daphne papyrifera Buchanan-Hamilton » comme synonyme de D. odora ; plus tard, Siebold (Verh. Batav. Genootsch. Kunsten 12 : 22. 1830) a commenté la valeur de « D. papyrifera » pour la fabrication du papier, se référant à E. chrysantha tel qu'il est actuellement compris, mais cela n'est pas acceptable comme description ou diagnostic de validation (voir l'article 32.3 du Code de Vienne ).

## Synonymes
Selon POWO, les synonymes sont:
- Edgeworthia papyrifera Siebold & Zucc.
- Edgeworthia tomentosa (Thunb.) Nakai
- Daphne papyracia  Koehne
- Daphne papyrifera Siebold

## Description
Edgeworthia chrysantha est un arbuste de 0,70 à 1,50 m de haut, à feuilles caduques, et ramifications généralement trichotomiques. Les rameaux sont robustes, généralement pubescents et rougeâtres lorsqu’ils sont jeunes.
Les feuilles alternes ont un limbe oblong, lancéolé ou oblancéolé, de 8–20 cm de long sur 2,5–5,5 cm de large, avec les deux faces gris blanchâtre, couverts de cheveux fins et soyeux. La base est graduellement rétrécie, cunéiforme. Les feuilles apparaissent après les fleurs.
Les inflorescences terminales et axillaires, capitées, sont des capitules portés par un pédoncule recourbé, hirsute, de 1–2 cm de long. Elles portent 30–50 fleurs, apétales, avec un long calice, jaune à l’intérieur mais il existe aussi des formes jaune foncé et rougeâtres. Donc le jaune de la fleur n’est pas la couleur des pétales (qui sont absentes) mais est porté par les sépales (le calice). Le tube du calice fait 13–20 mm de long sur 4–5 mm de diamètre ; son extérieur est densément couvert de soies blanches, et se termine par 4 lobes ovales-lancéolés, étalés, d’environ 3 mm. Il y a 8 étamines, insérées en deux cercles de 4 à l’intérieur du tube. La partie centrale du réceptacle de l’inflorescence est une coupe aux marges irrégulières. L’ovaire de 4 × 2 mm, est surmonté d’un style glabre et d’un stigmate globuleux de 3 mm.
Le fruit est une drupe ellipsoïde, violacée, de 8 × 3,5 mm, non comestibles.
La floraison a lieu à la fin de l’hiver et au début du printemps, à une époque où les feuilles n’ont pas encore poussé. Les fleurs sont très parfumées. Actuellement, avec le réchauffement climatique, la floraison se fait en janvier-février au Jardin des Plantes de Paris, par contre dans les régions de Chine où la température hivernale descend à −10 °C voire −20 °C, la floraison est repoussée à mars-avril.

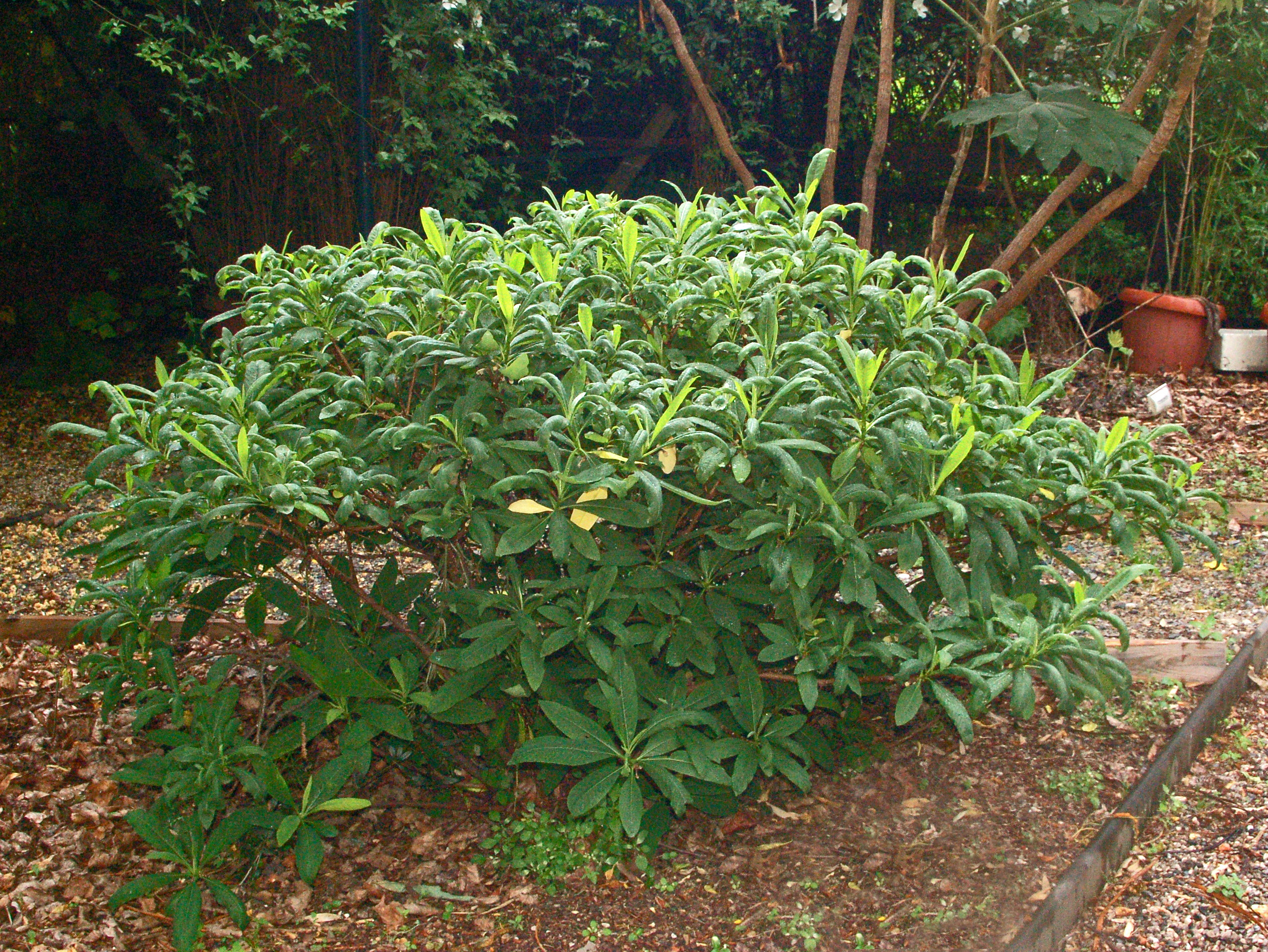
Arbuste
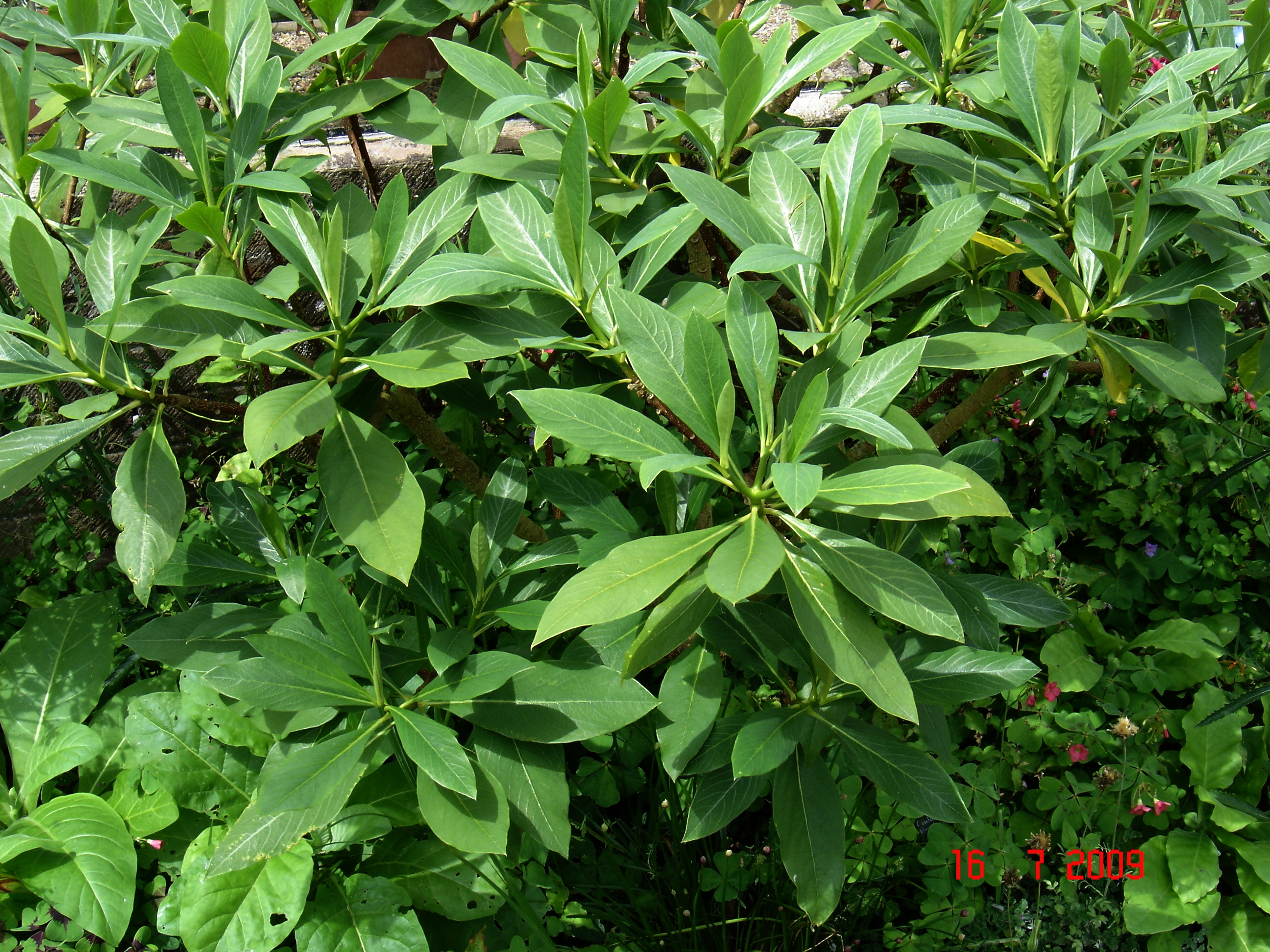
Feuilles à base cunéiforme
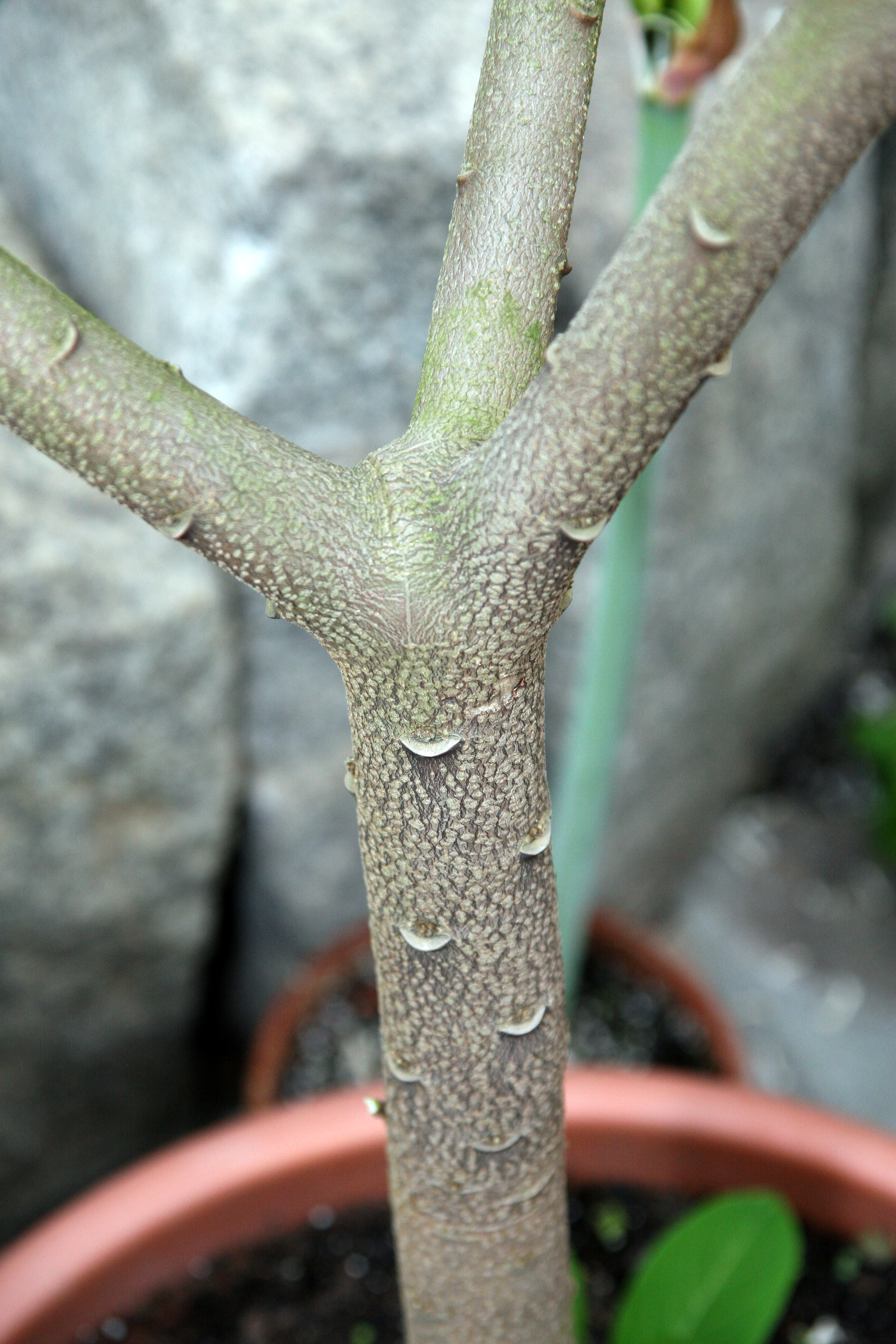
Ramification trichotomique
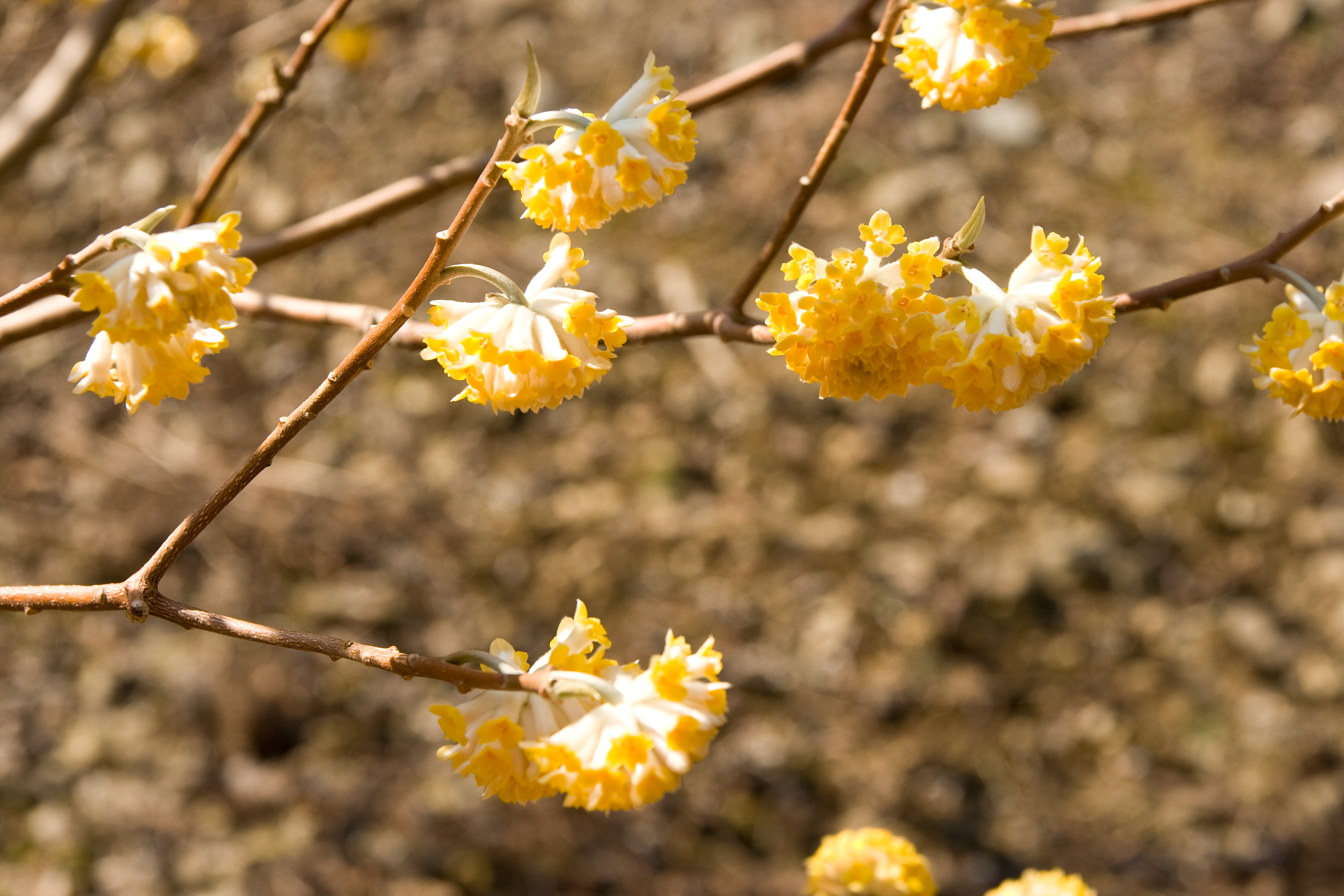
Inflorescences portées par un pédoncule recourbé
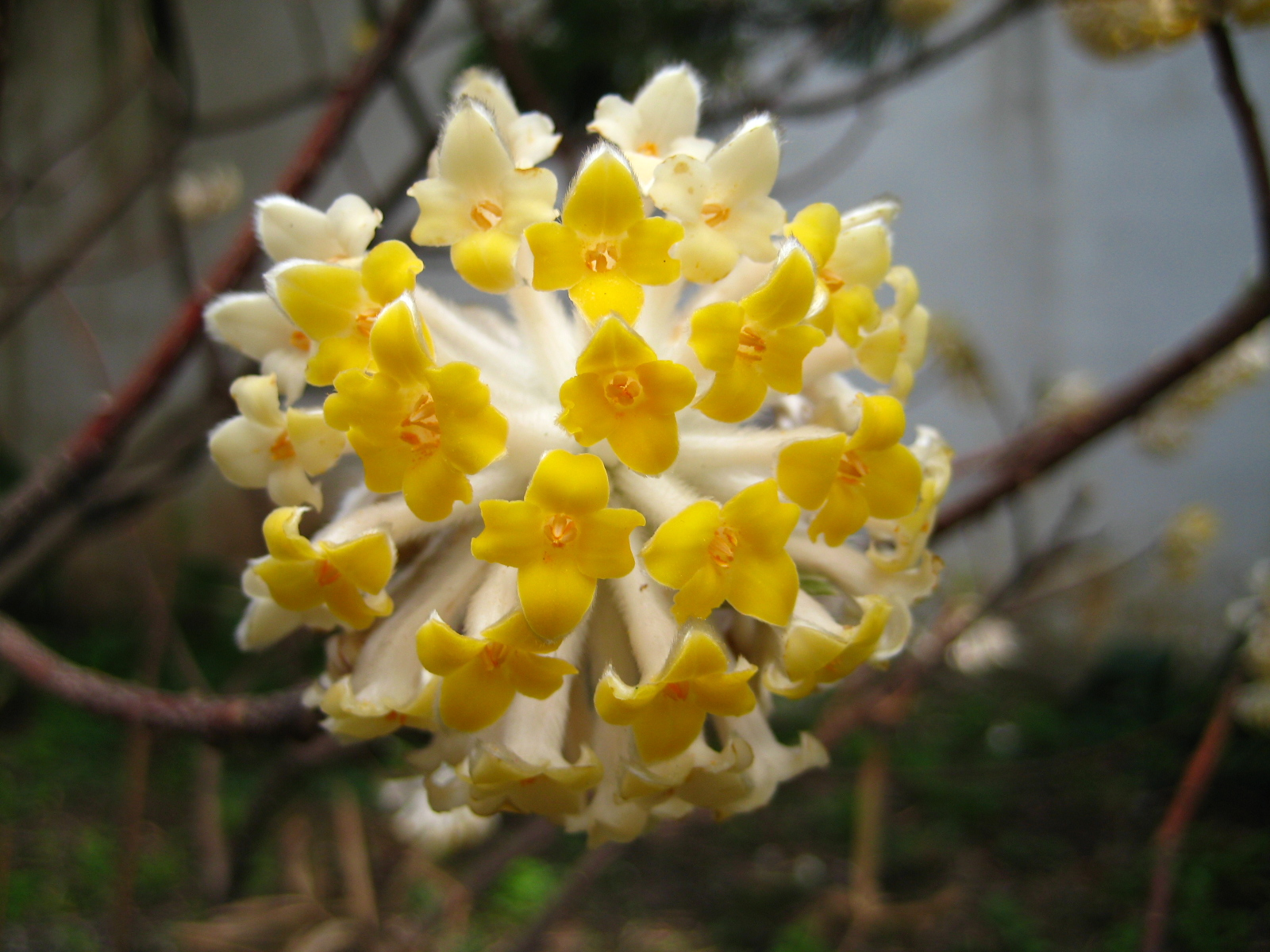
Inflorescence, apparaissant avant les feuilles
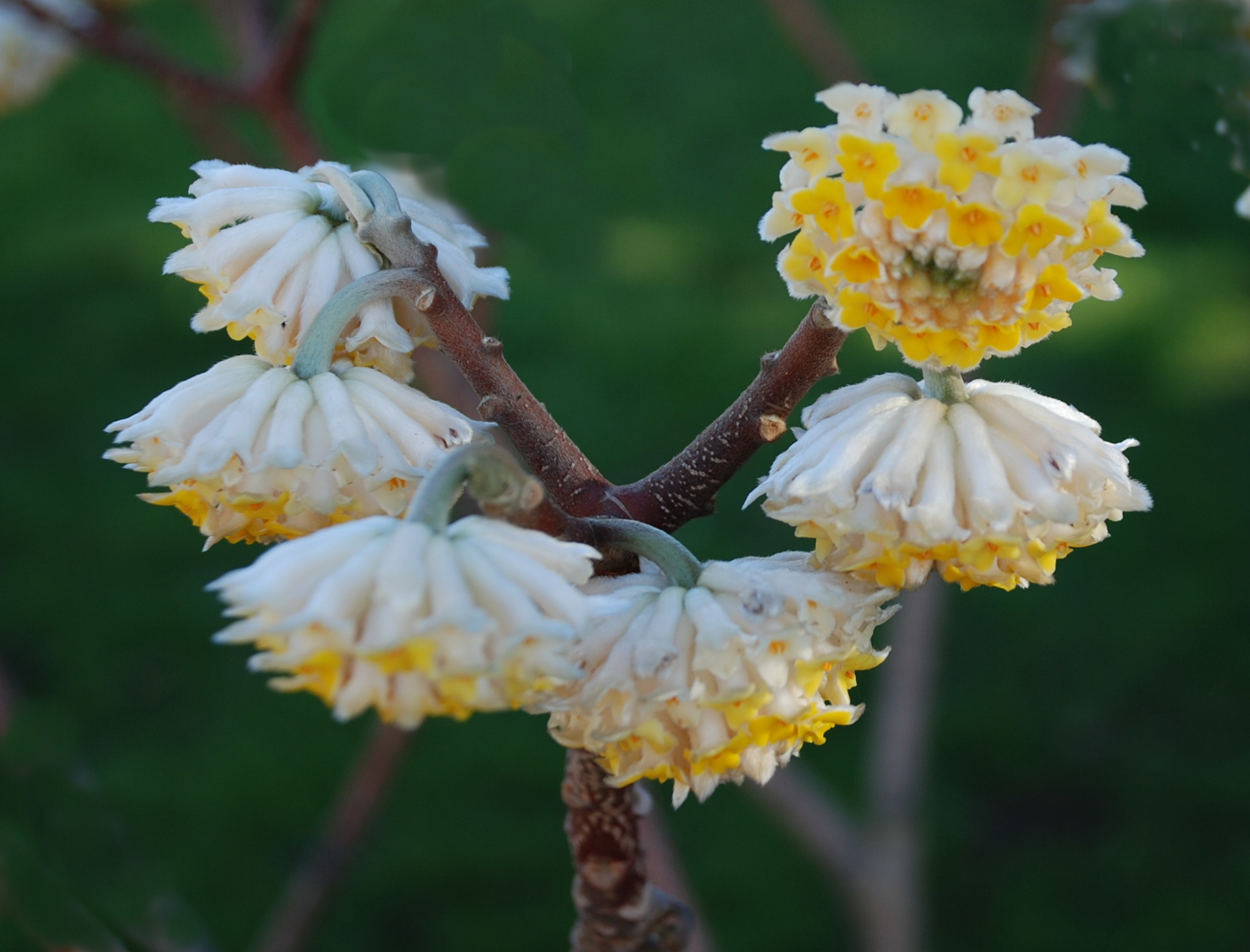
Inflo. inclinées vers le sol
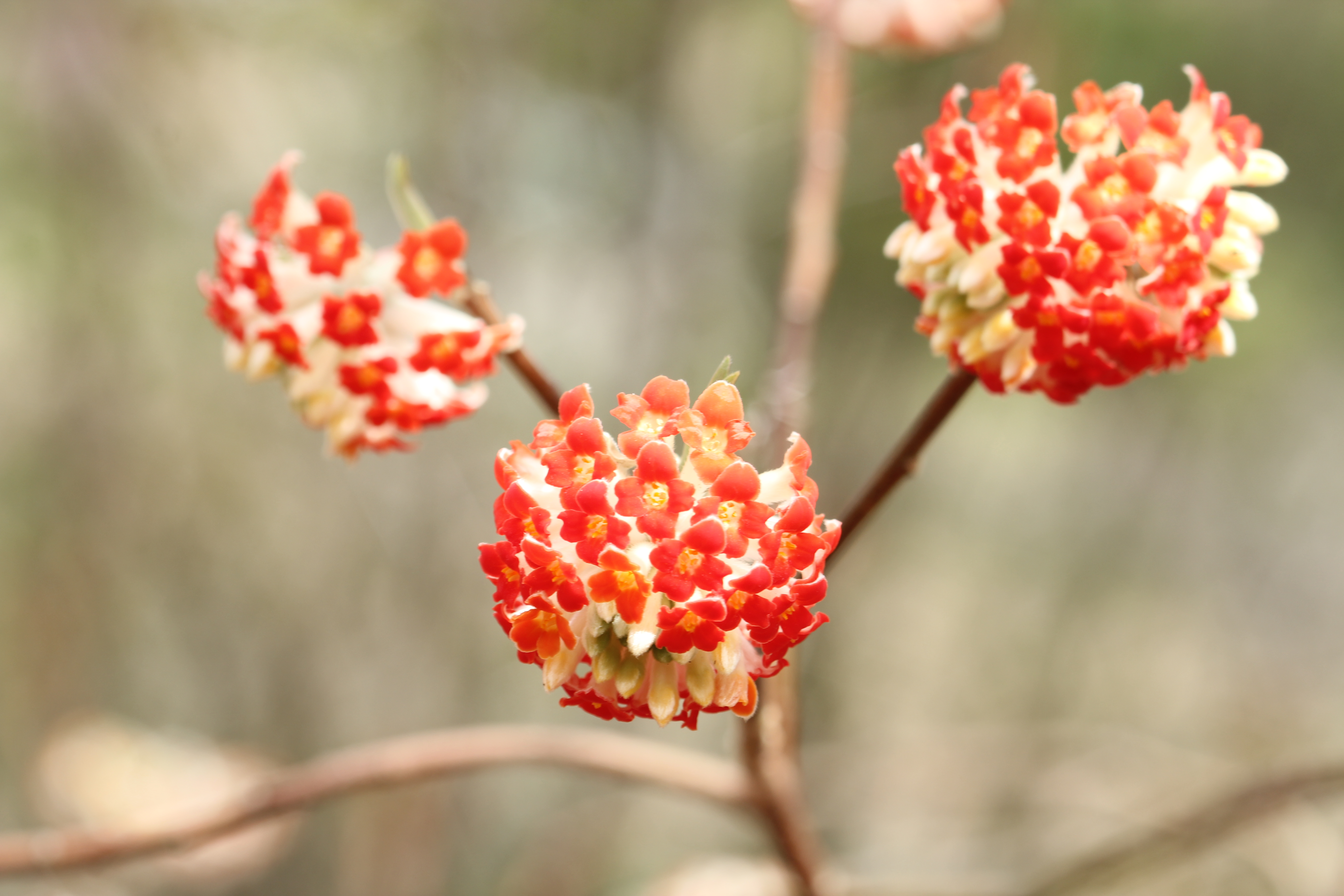
Variété jaune et rouge

Lorsque les fleurs sont en bouton ou peu épanouies, elles sont toutes dirigées vers le sol, avec la tête des inflorescences penchée vers le bas, comme si elles s’étaient endormies et rêvaient, c’est pourquoi on les nomme en Chine « fleurs rêveuses »  梦花 menghua et l’arbuste 梦树 mengshu « l’arbre rêveur ».

## Distribution et habitats
Edgeworthia chrysantha est originaire du Sud et Sud-Est de la Chine et du Myanmar. En Chine, l’espèce pousse dans les provinces du Fujian, Guangdong, Guangxi, Guizhou, Henan, Hunan, Jiangxi, Yunnan, Zhejiang.
Au XVIe siècle, l’espèce a été introduite et s’est naturalisée en Corée et au Japon
Elle pousse en forêts, sur les talus arbustifs, sur les sols sablonneux secs, sur les rives des cours d'eau dans les vallées de montagne.
En Asie orientale (Chine, Corée, Japon), l’arbuste est cultivé pour la production de pâte à papier. En Chine, cette culture se fait principalement dans le Henan, Shaanxi, et les provinces au sud du Yangzi.
Elle est cultivée comme arbuste ornemental dans les pays de climat tempéré, dans des sols sablonneux.

## Utilisations

### Fabrication de papier de qualité
Edgeworthia chrysantha se remarque par ses rameaux parcourus par des fibres très robustes et très riches en hémicellulose, si bien que les jeunes rameaux sont parfaitement flexibles et qu’il est facile de les replier sur eux-mêmes sans les casser. L’espèce est utilisée en Asie orientale pour la fabrication manuelle d’un papier de très haute qualité comme le papier traditionnel utilisé en calligraphie et peinture.
L’arbuste E. chrysantha se multiplie facilement par bouture. Les agriculteurs le récoltent dans les forêts de montagne mais ils peuvent aussi faire des plantations pour fournir la matière première aux papetiers.

#### En Chine
La technique de fabrication du papier a été inventée en Chine sous les Han (de −206 à +220). Les premiers papiers fabriqués utilisaient les fibres de chanvre tirées de vieux chiffons. Au cours des siècles suivants, les papetiers passèrent de l’utilisation de chiffons à l’exploitation directe des fibres du chanvre (dama 大麻, Cannabis sativa L.) et du mûrier à papier (gu 榖, chu 楮, Broussonetia papyrifera L.). Ils essayèrent aussi les fibres extraites de la ramie (zhuma 苎麻, Boehmeria nivea L.), du lin (yama 亚麻, Linum usitissimum L.), et du jute (huangma 黄麻, Corchorus capsularis L.). Sous la dynastie Tang et les  Cinq dynasties (du VIe au Xe siècle), ce fut le tour des écorces d’Edgeworthia chrysanta jiexiang 结香, du  Daphne (proche du Edgeworthia et souvent confondu avec lui), de l’Hibiscus et du rotin teng 藤, et sous les Song, du bambou mao毛 .
Le papier xuan de Tengchong (腾冲宣纸 Téngchōng xuānzhǐ) est fabriqué à partir de l’écorce du Edgeworthia gardneri, appelé en chinois 滇结香 dianjiexiang « buisson à papier du Yunnan », du même genre que E. chrysantha et poussant dans la chaîne de montagnes des Gaoligong (en) à l’ouest de Tengchong (ville du Yunnan, près de la frontière du Myanmar). L’écorce prélevée sur les rameaux est soigneusement nettoyée, cuite à la vapeur pendant plusieurs jours de suite, et quand elle est devenue molle, elle est pilée avec un pilon sur une pierre volcanique jusqu’à devenir une pâte blanche, et enfin celle-ci est dispersée dans un bassin d’eau claire où de fines feuilles sont prélevées à l'aide d'un tamis.
La production d’une feuille de papier traditionnel pour calligraphie et peinture demande au papetier beaucoup de travail manuel avec une grande maitrise d'un savoir-faire acquis par une longue pratique. Depuis quelques décennies, seuls quelques artisans âgés font encore ce travail, et ils ont eu beau simplifier le processus de fabrication, peu de jeunes veulent bien faire ce travail physique épuisant.

#### Au Japon
La technique de fabrication du papier fut introduite au Japon au début du Ve siècle, ainsi qu’en Corée, au Vietnam et en Inde.
En japonais, ミツマタMitsumata désigne l’arbuste Edgeworthia chrysantha. Il sert de matière première pour la fabrication du papier japonais traditionnel washi, tout comme le kōzo (Broussonetia papyrifera, mûrier à papier de la famille des Moraceae) ou le gampi (Wikstroemia sikokiana une autre plante à fibre de la famille des Thymelaeaceae). On dit généralement que le papier à base de mitsumata remonte au XVIe siècle. Cependant le wikipedia japonais rapporte une discussion sur la validité de cette date. Autrefois, l’identification claire des espèces végétales n’était pas possible aussi les papiers fabriqués avec le mitsumata (E. chrysantha) ou le gampi (Wikstroemia sikokiana), deux espèces proches de la même famille, étaient collectivement désignés par le même terme de Hishi.
Les papiers de mitsumata ont divers usages mais ils sont plus particulièrement prisés pour la calligraphie et la gravure et toute forme d’impression car ils permettent un tracé incisif.
Pendant l'ère Meiji (1868-1912), le gouvernement a essayé d'utiliser le gampi pour fabriquer du papier-monnaie. Mais en raison de la difficulté de le cultiver, le mitsumata a été préféré car plus facile à produire. Le papier de mitsumata des billets de banque japonais était réputé être un des meilleurs du monde, et des plus difficiles à contrefaire. Actuellement, les billets de banque sont fabriqués avec l’abaca, Musa textilis, une espèce de bananier originaire des Philippines.
En général, la culture, la récolte et la préparation des écorces sont effectuées par des paysans qui livrent les écorces brutes, prêtes pour la cuisson, aux papetiers. Mais en raison du dépeuplement des zones de production, du vieillissement des agriculteurs et de la pénurie de successeurs, le volume de production a fortement chuté depuis 2005, et en 2016, environ 90 % était importé du Népal ou de Chine.
Le procédé de fabrication au Japon commence par la collecte des rameaux sur les arbustes quand les feuilles sont tombées. Elle a lieu tous les trois ans. Pour faciliter l’écorçage, les branches sont étuvées. Les écorces sont ensuite trempées puis grattées au couteau. Pour les faire blanchir, on les laisse dans l’eau plusieurs jours de suite au soleil. De nos jours, on préfère utiliser le chlore. On effectue aussi une cuisson alcaline, en les trempant 2 à 3 heures dans un agent alcalin (lessive de cendre, ou chaux, ou soude caustique). L’étape suivante consiste à placer les écorces dans l’eau courante pendant plusieurs jours afin d’éliminer les résidus de cuisson. Puis on procède au battage avec un gros maillet. Enfin, la formation des feuilles est réalisée en superposant des couches de fibres par prélèvements successifs jusqu’à l’obtention de l’épaisseur désirée.

### Coutume chinoise de nouer l’arbre de l’amour
L’Edgeworthia chrysantha se dit en chinois 结香 jiéxiāng, ou 结香树 jiexiangshu (morph. noué.parfum.arbre) analysable comme « arbre parfumé à nœuds » (avec les branches duquel on peut faire des nœuds).
La légende raconte que durant le règne du premier Empereur Qin Shi Huang, une passion amoureuse s’était nouée entre une femme d’origine noble et un homme du peuple. Comme leur mariage n’était pas possible, au moment de se séparer, ils firent un nœud avec un rameau du buisson à papier, pour marquer la fin contrainte de leur amour indéfectible. Mais à la surprise de tout le monde, le rameau noué réussit non seulement à fleurir cette année-là mais répandit en plus des fragrances encore plus puissantes que d’habitude. Lorsque la nouvelle parvint aux oreilles de l’Empereur, celui-ci pensa que les Divins Immortels (神仙 shenxian) les protégeaient et il leur octroya immédiatement une autorisation exceptionnelle pour se marier.
C’est en raison de cette légende que les amoureux de nos jours ont pris l’habitude de faire un nœud  avec les rameaux du buisson à papier, en faisant un vœu d’amour éternel et de succès. Dans certaines régions en Chine, cette coutume est très répandue (voir les photos par exemple sur ce site 养殖之家网). L’arbre est alors appelé l’« arbre de l’amour » 爱情树  àiqíng shù.
Dans l’ancienne société chinoise, les vœux les plus chers des gens n’ont pas toujours été de ce genre. Il pouvait s’agir plutôt d’obtenir des avantages ou d’éviter les catastrophes. On dit que si la nuit on fait un cauchemar, le matin il faut chercher un jiexiang ( E. chrysantha) et faire un nœud avec un jeune rameau afin d’éviter que le cauchemar ne surviennent dans la vraie vie.

### Ornemental
Les fleurs fraiches du buisson à papier développent un parfum puissant, très agréable, perceptible au loin. Cette odeur repose sur ses composés volatils: le γ-terpinène, l'acétate de benzyle, l'acétate de β-phénéthyle, le salicylate de méthyle, etc. Les fleurs fraiches peuvent être utilisées en parfumerie.
L’Edgeworthia chrysantha est souvent planté dans les parcs et jardins en raison de son puissant parfum en hiver et de la beauté de ses fleurs.

### Médicinales
En Chine, les fleurs, l’écorce et les racines sont utilisées en médecine populaire. La pharmacopée traditionnelle utilise les propriétés anti-inflammatoires et analgésiques de l’écorce et des racines, ainsi que les bougeons floraux pour les maladies des yeux.
En médecine vétérinaire, il sert pour traiter les ecchymoses du bétail.

## Honneurs
L'astéroïde (16731) Mitsumata porte son nom.